# Oskar Israel
Oskar Israel (ur. 6 września 1854 w Stralsundzie, zm. 6 marca 1907 w Berlinie) – niemiecki lekarz, patolog.
Studiował na Uniwersytecie w Lipsku, Uniwersytecie Christiana-Albrechta w  Kilonii i Uniwersytecie Fryderyka Wilhelma w  Berlinie. Od 1878 asystent Virchowa w instytucie patologii macierzystej uczelni, od 1885 pierwszy asystent. W tym samym roku został Privatdozentem. Od 1893 profesor nadzwyczajny.

## Wybrane prace
- Practicum der Pathologischen Histologie. Berlin, 1888
- Internationaler Beitrag zur Wissenschaftlichen Medizin. Berlin, 1891
- Elemente der Pathologischen Diagnose. Berlin, 1898